# Pueblo Muñoz
Pueblo Muñoz é uma comuna do departamento de Rosario, província de Santa Fé, na Argentina.